# Monumento al Marqués del Duero
Marqués del Duero es una estatua de arte público localizado en el centro de la Plaza del doctor Marañón de Madrid, España. El monumento consta de una  estatua ecuestre de bronce que representa Manuel Gutiérrez de la Concha e Irigoyen —un general destacado en la lucha contra el carlismo— en una piedra pedestal decorada con dos relieves.

## Historia y descripción
Realizada por Andrés Aleu, la estatua de bronce tiene 4'55 metros de altura, y pesa 8.280 kilogramos. Se dice que es la primera estatua ecuestre inaugurada en España desde el siglo XVII. El bronce fue esculpido en Sevilla, procedente de cañones fundidos, prestados por el Estado español. Los costes adicionales fueron financiados por suscripción popular. En los lados longitudinales de la piedra pedestal hay dos relieves ilustrando episodios importantes de la vida del general, cuyo autor es Pablo Gibert.
Uno de los relieves describe la intervención española en el Reino de Portugal en 1847 durante la guerra civil portuguesa, con Gutiérrez de la Concha entrando en la ciudad de Oporto seguido por su personal, en el acto de ser recibido por el dirigente local de los insurrectos: António César de Vasconcelos, rodeado por sus afines. Este papel de defensor de la paz le concedió un Condecoración de la Orden de la Torre y la Espada por parte del Gobierno portugués, y el título nobiliario de Marqués del Duero y Grande de España por el Gobierno español.
El otro relieve, inspirado en la muerte del general el 27 de junio de 1874, describe el momento cuando sus ayudantes levantaron su cuerpo herido a un caballo que tomaría el cuerpo fuera de la Batalla de Monte Muro, un episodio de la tercera guerra carlista. En letras de bronce, se lee la el siguiente inscripción: Al capitán general, Marqués del Duero.
La estatua fue colocada en una base de mármol con tres pisos como base en su inauguración, rodeado por varias filas de macetas con flores. Fue inaugurada el 27 de junio de 1885.

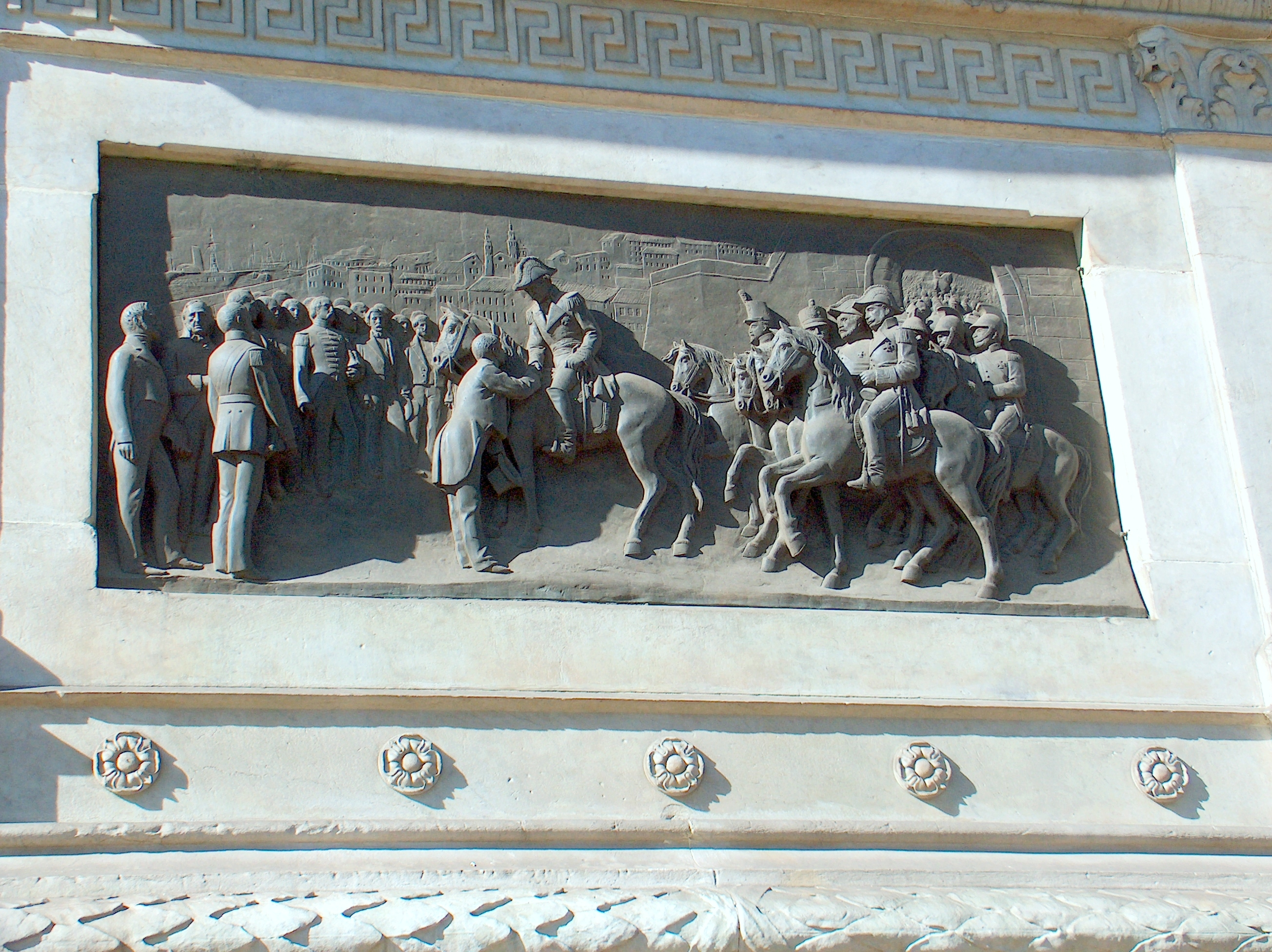
El relieve que describe la entrada del general en Oporto
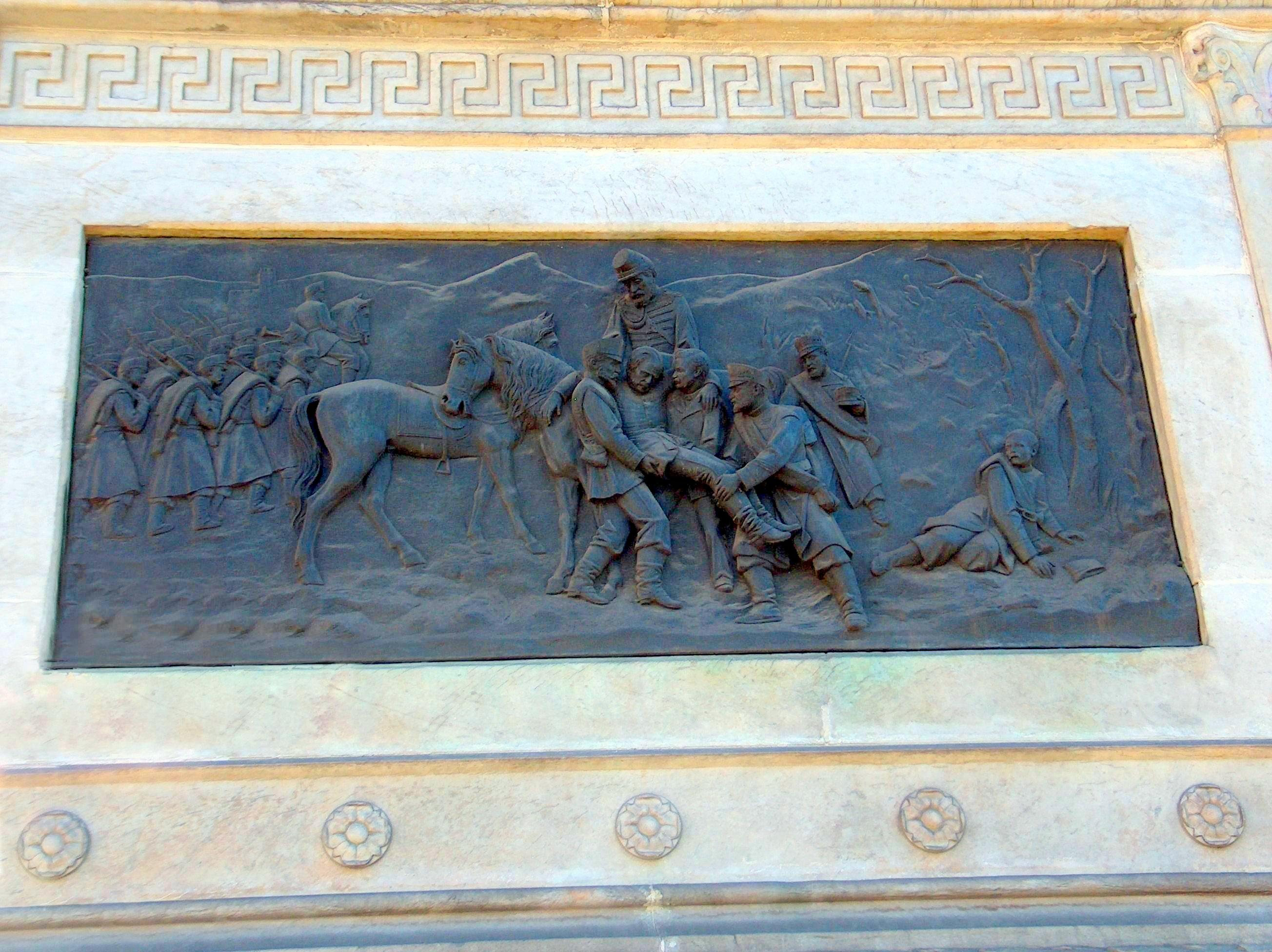
El relieve que describe la muerte del Marqués de Duero